# Arco dell'Annunziata
L'Arco dell'Annunziata, detto anche Porta Napoli è un'opera architettonica rinascimentale situata ad Aversa, in provincia di Caserta, in Campania. L'arco, risalente al 1518, fa parte del complesso monumentale della Chiesa della Santissima Annunziata e rappresenta un esempio dello stile rinascimentale nel territorio campano.
L'arco costituisce l'ingresso principale al complesso della Real Casa Santa dell'Annunziata, fondato nel 1300 come istituto di beneficenza per assistere orfani, infermi e giovani donne. Oltrepassato l'arco e l'atrio, si giunge in un cortile che conduce alla Chiesa della SS. Annunziata, edificata tra il XIV e XV secolo. Il complesso della SS. Annunziata ospita la Facoltà di Ingegneria dell'Università della Campania "Luigi Vanvitelli" (ex Seconda Università di Napoli).

## Storia
Contrariamente alla credenza popolare che attribuisce l'arco a Rainulfo Drengot, fondatore della città di Aversa, l'opera fu in realtà commissionata dalla nobile famiglia Mormile, come suggerito da un'iscrizione posta sulla trabeazione. In particolare, fu Annecchino Mormile, zio di Jacopo Mormile, a finanziare l'opera per creare un ingresso monumentale alla chiesa aversana.
I Mormile furono una potente famiglia che alternò il proprio sostegno tra gli Angioini e gli Aragonesi, conquistando i feudi di Frignano e Casapesenna. Il loro potere diminuì in seguito a una fallita congiura contro la Spagna, quando tentarono di instaurare una Repubblica aristocratica sul modello veneziano. Nel 1551, la Regia Corte Napoletana vendette per 15.000 ducati i feudi di Casapesenna e Isola, privando definitivamente i Mormile delle loro proprietà.

## Descrizione architettonica

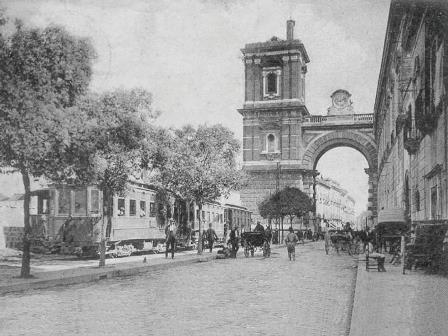
Porta Napoli tra il 1901 e il 1959

L'arco si presenta come un portale a tutto sesto riccamente decorato con bassorilievi. È delimitato da due lesene binate poste su alti basamenti in piperno, che incorniciano due bassorilievi raffiguranti la Resurrezione sulla destra e la Creazione del Mondo sulla sinistra.

### Simbolismo e decorazioni
L'arco è decorato con numerosi simboli allegorici che raccontano la storia della famiglia Mormile. Tra le figure rappresentate si trovano:
- L'Invidia: raffigurata rugosa e contratta, con rettili velenosi al posto dei capelli e un vaso con una fiamma di malvagità.
- La Fortuna bendata: con le orecchie coperte e capelli svolazzanti sotto una corona.
- Il Potere: rappresentato da un carro trainato da leoni.
- Il Genio della Guerra: che abbassa la fiaccola della discordia.
- Il Riposo: con uno scudo poggiato.
- La Felicità: rappresentata da due teste coronate.
- L'Eroe: figura che svetta sulla parte superiore dell'arco.
- Il Tramonto della vita: simboleggiato da un astro con un cane e un topo dormienti.
- La Parca: raffigurata dormiente, con il filo del fuso rosicchiato da due topi.
- La Morte: che attende l'Eroe con un sarcofago aperto.
- La Fama: con un manto decorato da occhi e bocche a rilievo, che perpetuerà il ricordo delle gesta dei Mormile.

I simboli allegorici scolpiti nell'arco mostrano somiglianze con le figure dei Tarocchi della metà del XV secolo, ispirati all'opera dei Trionfi di Petrarca. Tra le rappresentazioni che ricordano quelle dell'Arco dell'Annunziata, vi è l'affresco del Trionfo della Morte a Palazzo Sclafani (oggi Palazzo Abatellis) di Palermo del 1400.
La Fortuna bendata dell'arco, che poggia sulla sfera terrestre, trova corrispondenza nella Fortuna bendata dei Tarocchi che poggia su una ruota; analogamente, la raffigurazione della Morte sull'arco presenta similarità con quella dell'Oratorio dei Disciplini a Clusone. Una curiosità riguarda il soprannome degli aversani, chiamati "facciastuorti" (dalle due facce). Una lapide sotto l'arco, erroneamente interpretata, li associava alle due facce dell'orologio settecentesco sopra la porta della città. La corretta interpretazione vede invece la figura con la testa a due facce sull'arco come simbolo di doppia virtù degli aversani.

## L'Arco dell'Orologio e Porta Napoli
Nel 1776, Giacomo Gentile completò la struttura con la costruzione dell'arco sormontato dall'orologio, che insieme al campanile (edificato nel 1712 sotto la direzione di Giuseppe Locchese) formano la cosiddetta "Porta Napoli", divenuta nel tempo il simbolo identificativo della città di Aversa.